# Храброво (Талдомский городской округ)
Храброво — деревня в Талдомском районе Московской области России, входит в состав сельского поселения Ермолинское. Население — 5 чел. (2010).

## География
Расположена на севере Московской области, в северо-восточной части Талдомского района, примерно в 16 км к северо-востоку от центра города Талдома, с которым связана прямым автобусным сообщением (маршруты № 27, 28 и 34). Ближайшие населённые пункты — деревни Дьяконово, Станки, Чупаево и Шабушево. Южнее деревни находится участок «Апсаревское урочище» государственного природного заказника «Журавлиная родина».

## Население
| 1859 | 1888 | 1926 | 2002 | 2006 | 2010 |
| ---- | ---- | ---- | ---- | ---- | ---- |
| 278  | ↘223 | ↗231 | ↘16  | ↘10  | ↘5   |

## История
В «Списке населённых мест» 1862 года — владельческая деревня 2-го стана Калязинского уезда Тверской губернии между Дмитровским и Углицко-Московским трактами, в 43 верстах от уездного города и 8 верстах от становой квартиры, при колодце, с 32 дворами и 278 жителями (133 мужчины, 145 женщин).
По данным 1888 года входила в состав Озерской волости Калязинского уезда, проживало 223 человека (103 мужчины, 120 женщин).
По материалам Всесоюзной переписи населения 1926 года — деревня Дьяконовского сельского совета Озерской волости Ленинского уезда Московской губернии, в 11,7 км от Кашинского шоссе и 16 км от станции Талдом Савёловской железной дороги, проживал 231 житель (114 мужчин, 117 женщин), насчитывалось 49 хозяйств, из которых 37 крестьянских.
С 1929 года — населённый пункт в составе Ленинского района Кимрского округа Московской области.
Постановлением ЦИК и СНК от 23 июля 1930 года округа как административно-территориальные единицы были ликвидированы. Постановлением Президиума ВЦИК от 27 декабря 1930 года городу Ленинску было возвращено историческое наименование Талдом, а район был переименован в Талдомский.
1952—1954 гг. — деревня Семягинского сельсовета Талдомского района.
1954—1963, 1965—1994 гг. — деревня Ермолинского сельсовета Талдомского района.
1963—1965 гг. — деревня Ермолинского сельсовета Дмитровского укрупнённого сельского района.
1994—2006 гг. — деревня Ермолинского сельского округа Талдомского района.
С 2006 г. — деревня сельского поселения Ермолинское Талдомского муниципального района Московской области.